# Foixà

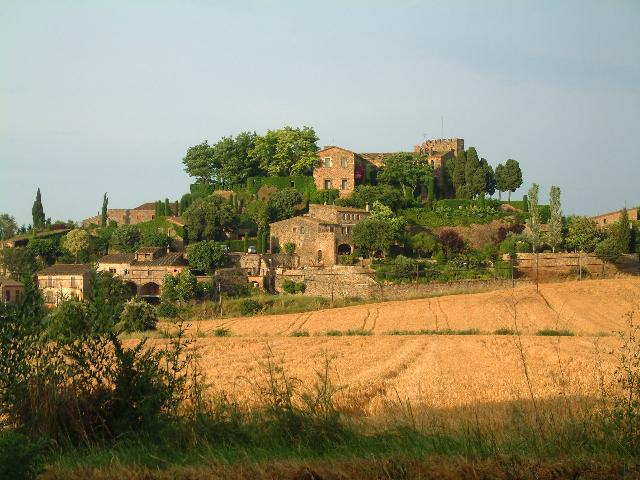
Kasteel van Foixà

Foixà is een gemeente in de Spaanse provincie Girona in de regio Catalonië met een oppervlakte van 19 km². Foixà telt 309 inwoners (1 januari 2016).

## Demografische ontwikkeling
Bron: INE, 1857-2011: volkstellingen
Opm.: In 1877 werd de gemeente Ultramort aangehecht; in 1930 werd Ultramort opnieuw een zelfstandige gemeente